# Cheslie Kryst
Cheslie Corrinne Kryst, née le 28 avril 1991 à Jackson (Michigan) et morte le 30 janvier 2022 à New York (État de New York), est une avocate américaine,,, reine de beauté élue Miss USA  2019 et présentatrice de télévision.
Elle est la Miss USA la plus âgée de l'histoire du concours, à 28 ans,.
Elle se suicide en sautant d'une terrasse le 30 janvier 2022.

## Biographie

### Enfance et éducation
Cheslie Kryst naît le 28 avril 1991 à Jackson (Michigan), d'un père américain d'origine polonaise et d'une mère afro-américaine. Elle a quatre frères, Asa Kryst (en), Chandler, Jet et Brooklyn et une sœur, Page. Sa mère, April Simpkins, participe à des concours d'élégance et est couronnée Mme North Carolina US lorsque Cheslie Kryst est encore enfant. Elle grandit à Charlotte en Caroline du Nord puis déménage avec sa famille à Rock Hill en Caroline du Sud pour être scolarisée à la Northwestern High School, un des trois lycées de Rock Hill. La famille déménage ensuite à Fort Mill en Caroline du Sud et Kryst y intègre la Fort Mill High School, un des trois lycées de Fort Mill, obtenant son diplôme d'études secondaires en 2009. Les deux villes font partie de Metrolina.
Après l'obtention de son diplôme, Cheslie Kryst déménage à Columbia en Caroline du Sud et s'inscrit au Honors College de l'Université de Caroline du Sud. Elle est diplômée de la Darla Moore School of Business avec un diplôme en marketing et en gestion des ressources humaines en 2013, y étant également membre de la confrérie  Alpha Lambda Delta (en), de l'équipe d'athlétisme des Gamecocks de la Caroline du Sud et de mock trial (en).
Après avoir terminé son diplôme de premier cycle, Cheslie Kryst s'inscrit à la faculté de droit de l'université de Wake Forest à Winston-Salem en Caroline du Nord, obtenant en 2017 un Juris Doctor et un Master en administration des affaires. 
Cheslie Kryst est membre du Parti démocrate.

### Carrière en droit
Diplôme en poche, Cheslie Kryst est désormais habilitée à exercer le droit dans les états de Caroline du Nord et de Caroline du Sud débutant comme avocate spécialisée dans les affaires civiles de litiges complexes chez Poyner Spruill LLP. Elle assure bénévolement, d'une part la défense de petits délinquants du monde de la drogue et d'autre part, associée à Brittany K. Barnett (en) du Buried Alive Project (Projet enterré vivant), soutenu par Kim Kardashian, destiné à obtenir la libération d'un détenu condamné à la réclusion criminelle à perpétuité. Elle est la fondatrice du blogue de mode White Collar Glam, destiné à aider les femmes à s'habiller de façon adaptée dans des emplois de cols blancs du secteur tertiaire.

### Concours de beauté
Cheslie Kryst commence sa carrière de Miss à l'adolescence, gagnant les concours de Miss Freshman à la Northwestern High School de Rock Hill en Caroline du Sud, et plus tard, de Miss Fort Mill High School à Fort Mill en Caroline du Sud. Après plusieurs années en retrait des concours, Cheslie Kryst fait deux tentatives pour remporter le titre de Miss Caroline du Nord, se plaçant dans le top dix à sa première tentative et terminant finaliste à sa deuxième tentative.

### Miss USA 2019
En 2016, Cheslie Kryst participe au concours de Miss North Carolina USA 2017, où elle se classe quatrième finaliste. De retour l'année suivante elle se classe dans le top dix, avant de revenir en 2018 pour Miss North Carolina USA 2019, où elle remporte le titre en représentant la conurbation de Metrolina. Elle est couronnée par Kaaviya Sambasivam, Miss Caroline du Nord Teen USA 2018, car la tenante sortante du titre Caelynn Miller-Keyes (en) ne peut assister au couronnement en raison du tournage de la saison 23 de The Bachelor. 
Grâce au titre de Miss Caroline du Nord USA, Cheslie Kryst peut représenter la Caroline du Nord au concours de Miss USA 2019, qui se déroule au Grand Sierra Resort à Reno, Nevada. Elle remporte le concours et devient ainsi la troisième femme de Caroline du Nord à remporter le titre, après Chelsea Cooley et Kristen Dalton, qui sont respectivement Miss USA 2005 et Miss USA 2009.
À 28 ans et 4 jours, Cheslie Kryst devient la personne la plus âgée à être couronnée Miss USA, battant le précédent record détenu par Nana Meriwether, âgée de 27 ans, 6 mois et 26 jours lors de son couronnement. Après avoir remporté le titre de Miss USA, Kryst couronne Laura Little lorsque cette dernière lui succède pour le titre de Miss North Carolina USA. 
Pour s'acquitter de ses fonctions de Miss USA 2019, Cheslie Kryst met sa carrière juridique entre parenthèses pendant un an. Le 8 décembre 2019, elle représente les États-Unis lors du concours de Miss Univers 2019 et termine dans les dix premières.

### Mort
Le 30 janvier 2022, son corps est retrouvé au pied de la tour Orion (en) située dans le quartier de Manhattan à New York, la jeune femme ayant délibérément sauté d'une terrasse située au 29e étage de la tour comptant 58 étages où elle possède un appartement, selon la police newyorkaise. Quelques heures avant son geste, la jeune femme poste un message sibyllin sur son compte Instagram : « Que cette journée vous apporte repos et paix (May this day bring you rest and peace) » suivi d'une émoticône représentant un cœur rouge.